# Pão de queijo

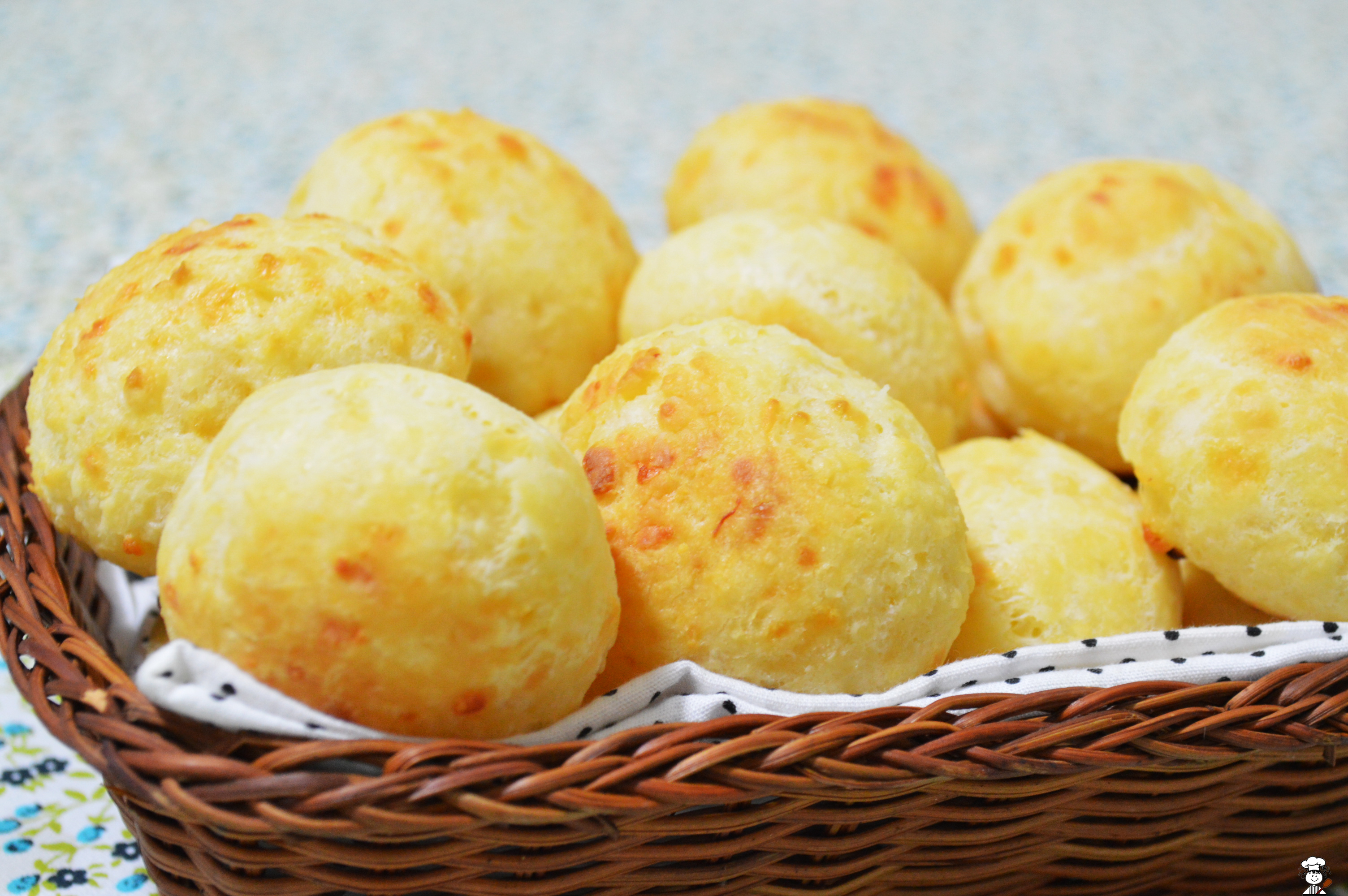
Un cesto di pão de queijo

Il pão de queijo (/ˈpɐ̃w dʒi ˈkejʒʊ/, pane di formaggio dal portoghese) è una ricetta tipica dello Stato brasiliano di Minas Gerais. La sua origine è incerta, quantunque si dica che la ricetta esiste dal XVIII secolo ed è divenuta molto popolare in Brasile negli anni cinquanta.
Le società di produzione brasiliane producono ed esportano il prodotto surgelato in Europa, America Latina, Stati Uniti e Giappone.

## Ingredienti principali
Il pão de queijo consiste essenzialmente in un preparato di amido di manioca (dolce e/o acida), uova, sale, latte, olio vegetale e formaggi di latte di mucca, di consistenza morbida ed elastica.
Diverse sono le ricette, dove gli ingredienti, soprattutto il tipo di formaggio, sono molto variabili a seconda delle usanze del luogo. In alcune si usa la fecola dolce (polvilho doce, in portoghese), in altre quella acida (polvilho azedo), in altre ancora entrambe. Anche il formato può assumere diverse caratteristiche, dal panino sferico a quello di tipo cilindrico a medaglione. La base del pão de queijo è comunque costituita da fecola di manioca (polvilho in portoghese).
La sostanza grassa - strutto, olio vegetale, burro o margarina - funge da lubrificante molecolare, contribuendo alla consistenza elastica della pasta.
L'uovo contribuisce al colore e al sapore, oltre che legare la pasta.
Il tipo di formaggio varia a seconda delle preferenze e della disponibilità. I più utilizzati sono la mozzarella e il parmigiano. Nella regione mineira si usa invece il formaggio locale (queijo minas). Il formaggio dà il sapore tipico al pane, da cui il suo nome.
Viene solitamente servito come accompagnamento al caffè, soprattutto negli spuntini mattutini o di mezza giornata.
In Brasile il pão de queijo si prepara portando dapprima a ebollizione latte e olio che poi andranno aggiunti al "polvilho" (dolce o acido) rimescolando e lasciato quindi raffreddare. Vi si aggiungono quindi le uova impastando bene il tutto. In ultimo si aggiunge il formaggio regolando eventualmente di sale. Fatte delle palline, queste vengono cotte in forno preriscaldato a 180 °C per 20/30 min, o comunque fino alla loro doratura superficiale. 

## Pão de queijoin altri paesi
In Colombia, un prodotto simile al pão de queijo, tranne che per il formato più tradizionale (piatto) è il pan de bono o pandebono. Proprio come il pão de queijo, il pandebono ha consistenza spugnosa, di bassa densità, che indurisce in breve tempo, caratteristica che si attribuisce alla fecola fermentata, conosciuta in Brasile come amido di manioca fermentato (almidón de yuca fermentado), che si ottiene con un processo identico a quello usato in Brasile.
In Paraguay e nella provincia argentina di Missiones esiste una variante del pão de queijo, definita chipa, nome usato anche nel Mato Grosso do Sul. A differenza del pão de queijo, per la chipa si usa il formato a "U".